# Janvier 1827

## Événements
- Couronnement de Pomare IV, Reine de Tahiti, Moorea et dépendance.

- 26 janvier : proclamation de l’indépendance du Pérou.

## Naissances
- 1er janvier : Nikolaï Beketov (mort en 1911), physicien et chimiste russe.
- 3 janvier : Augustin Licot de Nismes, homme politique belge († 5 juillet 1881)
- 18 janvier : Charles Tardieu de Saint Aubanet, agent de renseignements français († 1902).
- 20 janvier : Dominique Soulé, religieux catholique français († 21 avril 1919).
- 21 janvier : Ivan Mikheïevitch Pervouchine (mort en 1900), mathématicien russe.
- 28 janvier : Alfred Grévin, sculpteur, caricaturiste, dessinateur et créateur de costumes de théâtre français († 5 mai 1892).

## Décès
- 11 janvier : Pomare III, roi de Tahiti, Moorea et dépendance.
- 14 janvier : Gerard Anthony Visscher, homme politique néerlandais (° 27 septembre 1762).
- 15 janvier : Joseph Dufour, créateur de papier peint panoramique français (° 13 décembre 1754).